# Liste der Biografien/Lan
Liste der Biografien |
Portal Biografien |
Personensuche
# |
A |
B |
C |
D |
E |
F |
G |
H |
I |
J |
K |
L |
M |
N |
O |
P |
Q |
R |
S |
T |
U |
V |
W |
X |
Y |
Z |
?
 
La |
Lb |
Lc |
Le |
Lg |
Lh |
Li |
Lj |
Ll |
Lm |
Lo |
Lp |
Lt |
Lu |
Lv |
Lw |
Lx |
Ly |
Lz
 
Laa |
Lab |
Lac |
Lad |
Lae–Lah |
Lai |
Laj |
Lak |
Lal |
Lam |
Lan |
Lao |
Lap |
Laq |
Lar |
Las |
Lat |
Lau |
Lav |
Law |
Lax |
Lay |
Laz
 
Lana |
Lanc |
Land |
Lane |
Lanf |
Lang |
Lanh |
Lani |
Lanj |
Lank |
Lanl |
Lanm |
Lann |
Lano |
Lanp |
Lanq |
Lanr |
Lans |
Lant |
Lanu |
Lanv |
Lanw |
Lanx |
Lany |
Lanz
Die Liste der Biografien führt alle Personen auf, die in der deutschsprachigen Wikipedia einen Artikel haben. Dieses ist eine Teilliste mit 8 Einträgen von Personen, deren Namen mit den Buchstaben „Lan“ beginnt.

## Lan
- Lan Kham Daeng (1386–1428), dritter König von Lan Xang
- Lan, Jiny (* 1970), chinesisch-deutsche bildende Künstlerin
- Lan, Kai-Wen (* 1979), taiwanischer Mathematiker
- Lan, Lan (* 1967), chinesische Schriftstellerin
- Lan, Lan-fen (* 1973), taiwanische Fußballspielerin
- Lan, Lixin (* 1979), chinesische Mittel- und Langstreckenläuferin
- Lan, Yuhao (* 2008), chinesischer Snookerspieler
- Lan-Hochbrunn, Hartmann von An der (1863–1914), österreichischer Komponist, Organist und Dirigent